# Ruhrtal
Das Ruhrtal ist eine naturräumliche Einheit mit der Ordnungsnummer 3371.2 und umfasst das Tal der Ruhr zwischen Witten-Heven und Mülheim an der Ruhr.
Das Tal ist in die Hochflächen des Rheinischen Schiefergebirges eingesenkt und stellt daher entgegen weitläufiger Meinung nicht dessen Nordgrenze dar. Allerdings werden die Ruhrhöhen, die Karbonhöhen rechts der Ruhr, am innerhalb des Ruhrgebiets nördlichsten Punkt der Ruhrtals zwischen den Essener Stadtteilen Steele im Norden und Überruhr im Süden de facto unterbrochen und der Nordhang des Tals geht unmittelbar in den Naturraum Westenhellweg über, wodurch die Ruhrhöhen in einen (Essener) Westflügel und einen (Bochumer) Ostflügel geteilt werden.
Das Ruhrtal verläuft in Ost-West-Richtung zwischen dem Wittener Stadtteil Heven über Bochum-Stiepel, Hattingen, Bochum-Dahlhausen, den Essener Stadtteilen Burgaltendorf, Überruhr, Kupferdreh, Heisingen, Werden und Kettwig bis Mülheim an der Ruhr. Die Talhänge, sowohl Prallhänge als auch sanft ansteigende, von weit geschwungenen Ruhrbögen umflossene, halbinselförmige Gleithänge, sind durch mehrere Terrassen gestuft. Die älteren Terrassen besitzen eine deutlich größere Breitenausdehnung als die jüngeren. Die unteren und mittleren Terrassen sind besonders flächenhaft ausgeprägt. Das Talprofil ist deutlich asymmetrisch.
Die höheren Terrassen auf der Nordseite (orografisch rechte Seite) sind mit Lössböden bedeckt und gehen ohne scharfe Grenze in die Börden des Westenhellwegs (naturräumliche Einheit mit der Ordnungsnummer 545) über. Dagegen ist auf der Südseite (orografisch linke Seite) das hervortretende Grundgebirge deutlich erkennbar. Die Oberfläche wird neben der Terrassierung nach Süden zunehmend auch durch harte und weiche karbonische Gesteinsschichten geprägt, die streichende Rücken und Senken bilden. Der Übergang in das Märkische- (337112) und Ruhrschichtrippenland (337114) wird bereits hier angedeutet.
Die Terrassenflächen werden größtenteils mit Ackerbau bewirtschaftet. Die steilen Talhänge sind dagegen zum Teil bewaldet (Buchen, Eichen und Birken mit Stechpalmen in der Mittelschicht) oder weisen Villenviertel mit ausgedehnten Parkanlagen auf. Aufgrund der in den Hängen ausstreichenden Magerkohleflözen sind zahlreiche alte Stollenzechen vorhanden. Die Flussaue auf der flachen Niederterrasse ist zwischen 500 und 800 m breit. Die Ruhr, die im Kemnader See, dem Baldeneysee und dem Kettwiger See aufgestaut wurde, hat sich 2 bis 3 Meter in den Untergrund eingegraben. Dieser besteht aus mächtigen diluvialen und alluvialen Geröllen mit Deckschichten aus Kies, Sand oder Lehm von wechselnder Mächtigkeit, die aus jüngeren Hochflutablagerungen resultieren. Die Schotterschichten speichern sehr gut Wasser, was die Trinkwassergewinnung der Ruhrstädte begünstigt. Neben den Stauseen, den Trinkwassergewinnungsanlagen nehmen Kläranlagen und Anlagen zur Elektrizitätsversorgung große Flächen der Talsohle ein.
Wo nicht städtische oder industrielle Bebauung die Flächen versiegeln, werden die verbleibenden Flächen der Talsohle landwirtschaftlich als Wiesen- und Weidenland genutzt. Die ursprünglichen Auwälder sind bis auf wenige kleinere Baumgruppen, meist Weiden und Pappeln, verschwunden.